# Arthur River (Blackwood River)
Der Arthur River ist ein 140 km langer Fluss im Südwesten des australischen Bundesstaates  Western Australia.

## Geografie
Das Quellgebiet des Arthur River befindet sich rund 30 km nördlich von Wagin in der Arthur River Nature Reserve, die im nördlichen Teil der Yockrikine Range liegt.
Der Fluss fließt von seiner Quelle aus in eine südwestliche Richtung, bis zu seinem Zusammenfluss mit dem Balgarup River zum Blackwood River.

### Nebenflüsse mit Mündungshöhen
- Yilliminning River – 295 m
- Narrogin Brook – 289 m
- Buchanan River – 283 m
- Mookine Creek – 281 m
- Hillman River – 236 m
- Three Mile Gully – 234 m
- Beaufort River – 231 m
- Kojonup Brook – 223 m
- Darlinup Gully  – 217 m[1]